# Balanga (Nigéria)
Balanga é uma área de governo local no sudeste do  Gombe, Nigéria, fronteira com Adamawa. Sua sede está na cidade de Tallase.
Possui uma área de 1,626 km ² e uma população de 212.549 no censo de 2006.
O código postal da área é 761.